# Liste der Beiträge für den besten fremdsprachigen Film für die Oscarverleihung 2006
Die folgenden 56 Filme, alle aus verschiedenen Ländern, waren Vorschläge in der Kategorie bester fremdsprachiger Film für die Oscarverleihung 2006. Die hervorgehobenen Titel waren die fünf letztendlich nominierten Filme.
Zum ersten Mal wurden Beiträge aus Costa Rica, Fidschi und Irak eingereicht.

## Beiträge
| Land                    | Deutscher Verleihtitel                   | Sprache(n)                                | Originaltitel                                     | Regisseur(e)                 | Ergebnis        |
| ----------------------- | ---------------------------------------- | ----------------------------------------- | ------------------------------------------------- | ---------------------------- | --------------- |
| Argentinien             | El Aura                                  | Spanisch                                  | El Aura                                           | Fabián Bielinsky             | Nicht nominiert |
| Bangladesch             | Shyamol Chhaya                           | Bengali                                   | শ্যামল ছায়া (Shyamol Chhaya)                          | Humayun Ahmed                | Nicht nominiert |
| Belgien                 | Das Kind                                 | Französisch                               | L’Enfant                                          | Jean-Pierre und Luc Dardenne | Nicht nominiert |
| Bolivien                | Di buen día a papá                       | Spanisch                                  | Di buen día a papá                                | Fernando Vargas              | Disqualifiziert |
| Bosnien und Herzegowina | Total Privat                             | Serbokroatisch                            | Sasvim licno                                      | Nedžad Begović               | Nicht nominiert |
| Brasilien               | Zwei Söhne von Francisco                 | Portugiesisch                             | Dois Filhos de Francisco                          | Breno Silveira               | Nicht nominiert |
| Bulgarien               | Gestohlene Augen                         | Bulgarisch, Türkisch                      | Откраднати очи (Otkradnati otschi)                | Radoslaw Spassow             | Nicht nominiert |
| Chile                   | Play                                     | Spanisch                                  | Play                                              | Alicia Scherson              | Nicht nominiert |
| Volksrepublik China     | Wu Ji – Die Reiter der Winde             | Mandarin                                  | 無極 / 无极 (Wújí)                                | Chen Kaige                   | Nicht nominiert |
| Costa Rica              | Caribe                                   | Spanisch                                  | Caribe                                            | Esteban Ramírez              | Nicht nominiert |
| Dänemark                | Adams Äpfel                              | Dänisch                                   | Adams æbler                                       | Anders Thomas Jensen         | Nicht nominiert |
| Deutschland             | Sophie Scholl – Die letzten Tage         | Deutsch                                   | Sophie Scholl – Die letzten Tage                  | Marc Rothemund               | Nominiert       |
| Estland                 | Stiilipidu                               | Estnisch                                  | Stiilipidu                                        | Peeter Urbla                 | Nicht nominiert |
| Fidschi                 | Pear ta ma ʻon maf                       | Rotumanisch                               | Pear ta ma ʻon maf                                | Vilsoni Hereniko             | Nicht nominiert |
| Finnland                | Die beste Mutter                         | Schwedisch, Finnisch                      | Äideistä parhain                                  | Klaus Härö                   | Nicht nominiert |
| Frankreich              | Merry Christmas                          | Französisch, Deutsch, Englisch            | Joyeux Noël                                       | Christian Carion             | Nominiert       |
| Georgien                | Tbilisi-Tbilisi                          | Georgisch                                 | Tbilissi-Tbilissi                                 | Lewan Sakareischwili         | Nicht nominiert |
| Griechenland            | Bräute                                   | Englisch                                  | Νύφες (Nyfes)                                     | Pantelis Voulgaris           | Disqualifiziert |
| Hongkong                | Perhaps Love                             | Mandarin, Kantonesisch                    | 如果·愛 (Ru guo)                                  | Peter Ho-Sun Chan            | Nicht nominiert |
| Indien                  | Die Schöne und der Geist                 | Hindi                                     | पहेली (Paheli)                                      | Amol Palekar                 | Nicht nominiert |
| Indonesien              | Gie                                      | Indonesisch                               | Gie                                               | Riri Riza                    | Nicht nominiert |
| Irak                    | Marsiyeh barf                            | Kurdisch                                  | Marsiyeh barf                                     | Jamil Rostami                | Nicht nominiert |
| Iran                    | So nah, so fern                          | Persisch                                  | خیلی دور، خیلی نزدیک (Cheili dour, Cheili nazdik) | Reza Mirkarimi               | Nicht nominiert |
| Island                  | Í takt við tímann                        | Isländisch                                | Í takt við tímann                                 | Ágúst Guðmundsson            | Nicht nominiert |
| Israel                  | Willkommen in Israel                     | Hebräisch, Russisch, Tagalog, Englisch    | איזה מקום נפלא (Eize Makom Nifla)                 | Eyal Halfon                  | Nicht nominiert |
| Italien                 | Die Bestie im Herzen                     | Italienisch                               | La bestia nel cuore                               | Cristina Comencini           | Nominiert       |
| Japan                   | Blood & Bones                            | Japanisch, Koreanisch                     | 血と骨 (Chi to hone)                              | Yoichi Sai                   | Nicht nominiert |
| Kanada                  | C.R.A.Z.Y. – Verrücktes Leben            | Französisch                               | C.R.A.Z.Y.                                        | Jean-Marc Vallée             | Nicht nominiert |
| Kolumbien               | Der Schatten des Spaziergängers          | Spanisch                                  | La sombra del caminante                           | Ciro Guerra                  | Nicht nominiert |
| Kroatien                | Eine wundervolle Nacht in Split          | Serbokroatisch                            | Ta divna splitska noć                             | Arsen Anton Ostojić          | Nicht nominiert |
| Kuba                    | Viva Cuba                                | Spanisch                                  | Viva Cuba                                         | Juan Carlos Cremata Malberti | Nicht nominiert |
| Luxemburg               | Die neuen Abenteuer von Reineke Fuchs    | Französisch                               | Le roman de reinart                               | Thierry Schiel               | Nicht nominiert |
| Mexiko                  | Al otro lado                             | Spanisch, Arabisch                        | Al otro lado                                      | Gustavo Loza                 | Nicht nominiert |
| Mongolei                | Die Höhle des gelben Hundes              | Mongolisch                                | Шар нохойн там                                    | Byambasuren Davaa            | Nicht nominiert |
| Niederlande             | Bluebird                                 | Niederländisch                            | Bluebird                                          | Mijke de Jong                | Disqualifiziert |
| Norwegen                | Kuss des Winters                         | Norwegisch                                | Vinterkyss                                        | Sara Johnsen                 | Nicht nominiert |
| Österreich              | Caché                                    | Französisch                               | Caché                                             | Michael Haneke               | Disqualifiziert |
| Palästina               | Paradise Now                             | Arabisch                                  | الجنّة الآن (al-Dschanna al-ān)                    | Hany Abu-Assad               | Nominiert       |
| Peru                    | Días de Santiago – Krieg kennt nur Opfer | Spanisch                                  | Días de Santiago                                  | Josué Méndez                 | Nicht nominiert |
| Polen                   | Der Gerichtsvollzieher                   | Polnisch                                  | Komornik                                          | Feliks Falk                  | Nicht nominiert |
| Portugal                | Dunkle Nacht                             | Portugiesisch, Russisch                   | Noite Escura                                      | João Canijo                  | Nicht nominiert |
| Puerto Rico             | Cayo                                     | Spanisch                                  | Cayo                                              | Vicente Juarbe               | Nicht nominiert |
| Rumänien                | Der Tod des Herrn Lazarescu              | Rumänisch                                 | Moartea domnului Lăzărescu                        | Cristi Puiu                  | Nicht nominiert |
| Russland                | Der Italiener                            | Russisch                                  | Итальянец (Italjanez)                             | Andrei Kravchuk              | Nicht nominiert |
| Schweden                | Zozo                                     | Schwedisch, Arabisch                      | Zozo                                              | Josef Fares                  | Nicht nominiert |
| Schweiz                 | Kein Feuer im Winter                     | Französisch, Albanisch                    | Tout un hiver sans feu                            | Greg Zglinski                | Nicht nominiert |
| Serbien und Montenegro  | San zimske noći                          | Serbokroatisch                            | Сан зимске ноћи (San zimske noći)                 | Goran Paskaljević            | Nicht nominiert |
| Singapur                | Be with Me                               | Englisch, Hokkien, Mandarin, Kantonesisch | Be with Me                                        | Eric Khoo                    | Disqualifiziert |
| Slowakei                | Stadt der Sonne                          | Slowakisch, Tschechisch                   | Sluneční stát                                     | Martin Šulík                 | Nicht nominiert |
| Slowenien               | Ruinen                                   | Slowenisch                                | Ruševine                                          | Janez Burger                 | Nicht nominiert |
| Spanien                 | Obaba                                    | Spanisch                                  | Obaba                                             | Montxo Armendáriz            | Nicht nominiert |
| Südafrika               | Tsotsi                                   | Zulu, Xhosa, Afrikaans, Englisch          | Tsotsi                                            | Gavin Hood                   | Gewonnen        |
| Südkorea                | Welcome to Dongmakgol                    | Koreanisch                                | 웰컴 투 동막골 (Welkeom tu dongmakgol)            | Park Kwang-hyun              | Nicht nominiert |
| Tadschikistan           | Sex O Phalsapheh                         | Tadschikisch                              | Sex O Phalsapheh                                  | Mohsen Makhmalbaf            | Disqualifiziert |
| Taiwan                  | Das Fleisch der Wassermelone             | Mandarin                                  | 天邊一朵雲 / 天边一朵云 (tiānbiān yī duǒ yún)     | Tsai Ming-liang              | Nicht nominiert |
| Thailand                | Maha’lai muang rae                       | Thailändisch                              | มหา’ลัย เหมืองแร่ (Maha’lai muang rae)               | Jira Maligool                | Nicht nominiert |
| Tschechien              | Die Jahreszeit des Glücks                | Tschechisch                               | Štěstí                                            | Bohdan Sláma                 | Nicht nominiert |
| Türkei                  | Verwundete Seele                         | Türkisch                                  | Gönül Yarası                                      | Yavuz Turgul                 | Nicht nominiert |
| Ungarn                  | Fateless – Roman eines Schicksallosen    | Ungarisch, Deutsch                        | Sorstalanság                                      | Lajos Koltai                 | Nicht nominiert |
| Venezuela               | Der stolze Orinoko                       | Spanisch                                  | 1888, el extraordinario viaje de la Santa Isabel  | Alfredo Anzola               | Disqualifiziert |
| Vietnam                 | Buffalo Boy                              | Vietnamesisch                             | Mùa len trâu                                      | Nguyen Vo Nghiem Minh        | Nicht nominiert |